# Peñas de San Pedro
Peñas de San Pedro é um município da Espanha na província de Albacete, comunidade autónoma de Castilla-La Mancha, de área 172 km² com população de 1118 habitantes (2004) e densidade populacional de 7,72 hab/km².

## Demografia
| Variação demográfica do município entre 1991 e 2004 | Variação demográfica do município entre 1991 e 2004 | Variação demográfica do município entre 1991 e 2004 | Variação demográfica do município entre 1991 e 2004 |
| --------------------------------------------------- | --------------------------------------------------- | --------------------------------------------------- | --------------------------------------------------- |
| 1991                                                | 1996                                                | 2001                                                | 2004                                                |
| 1362                                                | 1282                                                | 1167                                                | 1225                                                |